# Éliane Jacq
Éliane Jacq (née le 4 juillet 1948 à Brest et morte le 28 février 2011 à Lorient) est une athlète française spécialiste du 400 mètres.

## Carrière
Elle remporte la médaille d'argent du relais 4 × 400 mètres lors des Championnats d'Europe de 1969 aux côtés de Bernadette Martin, Nicole Duclos et Colette Besson. L'équipe de France établit un nouveau record du monde de la discipline en 3 min 30 s 8, mais est devancée à la photo-finish par le Royaume-Uni, auteur du même temps.
Elle remporte les championnats de France en 1970 (53 s 9) ainsi que les championnats de France en salle en 1974.
Elle décède le 28 février 2011 à Lorient, des suites d'une longue maladie.

### Palmarès
| Date | Compétition           | Lieu    | Résultat | Épreuve   | Performance  |
| ---- | --------------------- | ------- | -------- | --------- | ------------ |
| 1969 | Championnats d'Europe | Athènes | 2e       | 4 × 400 m | 3 min 30 s 8 |

### Records
Ses records personnels sont de 12 s 1 sur 100 m (1966), 23 s 9 sur 200 m (1973) et 53 s 9 sur 400 m (1970).